# Famille Morlot
La famille Morlot, ou de Morlot depuis 1838, est une famille bourgeoise de Berne.

## Histoire
Marc entre dans la bourgeoisie de Berne en 1600.
La famille possède la seigneurie de Villars-les-Moines de 1612 à 1658.

## Personnalités
- Théodore Morlot (1593-1661) est bailli de Chillon dès 1636 et membre du Petit Conseil dès 1647[2].
- Daniel Morlot (1596-1670) est membre du Grand Conseil dès 1629, bailli de Romainmôtier de 1634 à 1640, bailli de Morges de 1645 à 1651 et membre du Petit Conseil dès 1661[3].
  - Marx Morlot, fils du précédent, est bailli d'Avenches dès 1666[2].
  - Johannes Morlot (1630-1709), frère du précédent, est châtelain de Frutigen dès 1691[2].
- Marx Morlot (1668-1751), neveu des précédents, est bailli de Moudon dès 1724 et membre du Petit Conseil dès 1734[2].
- Franz Ludwig Morlot (1667-1725), membre du Grand Conseil de Berne dès 1701 et membre du Petit Conseil dès 1719[4].
  - Samuel Morlot (1670-1763), bailli de Grandson de 1715 à 1720 et trésorier du Pays romand de 1734 à 1740.
- Franz Ludwig Morlot (1698-1793), bailli de Nyon dès 1736[2].
- Emanuel Morlot (1704-1782), bailli d'Aubonne dès 1745[2].
- Abraham Friedrich Morlot (1701-1778), bailli de Vallemaggia dès 1746, bailli de Locarno dès 1754 et bailli de Lenzbourg de 1756 à 1758[2].

## Filiation
- Thiébaud Morlot
  - Joseph Morlot ∞ Catherine de Virot
    - David Morlot (connu aux Pays-Bas sous le nom de David van Marlot)

  - Marc Morlot ∞ Marthe Honorat
    - Théodore Morlot (1593-1661)
    - Daniel Morlot (1596-1670)
      - Marx Morlot (1629-)
      - Johann Morlot (1630-1709)
        - N. Morlot
          - Gottlieb Morlot (1703-1755)

      - David Morlot (1640-1692) ∞ Johanna d'Erlach
        - Franz Ludwig Morlot (1667-1725) ∞ Katharina Lombach
          - Franz Ludwig Morlot (1698-1793)

        - Samuel Morlot (1670-1763) ∞ Maria Magdalena von Graffenried
        - N. Morlot
          - Abraham-Friedrich Morlot (1701-1778)

## Armoiries
Les armoiries de la famille sont : d'azur à la fasce ondée d'or chargée d'une tête de maure à la cravate d'argent.